# Cung điện Abbot ở Oliwa

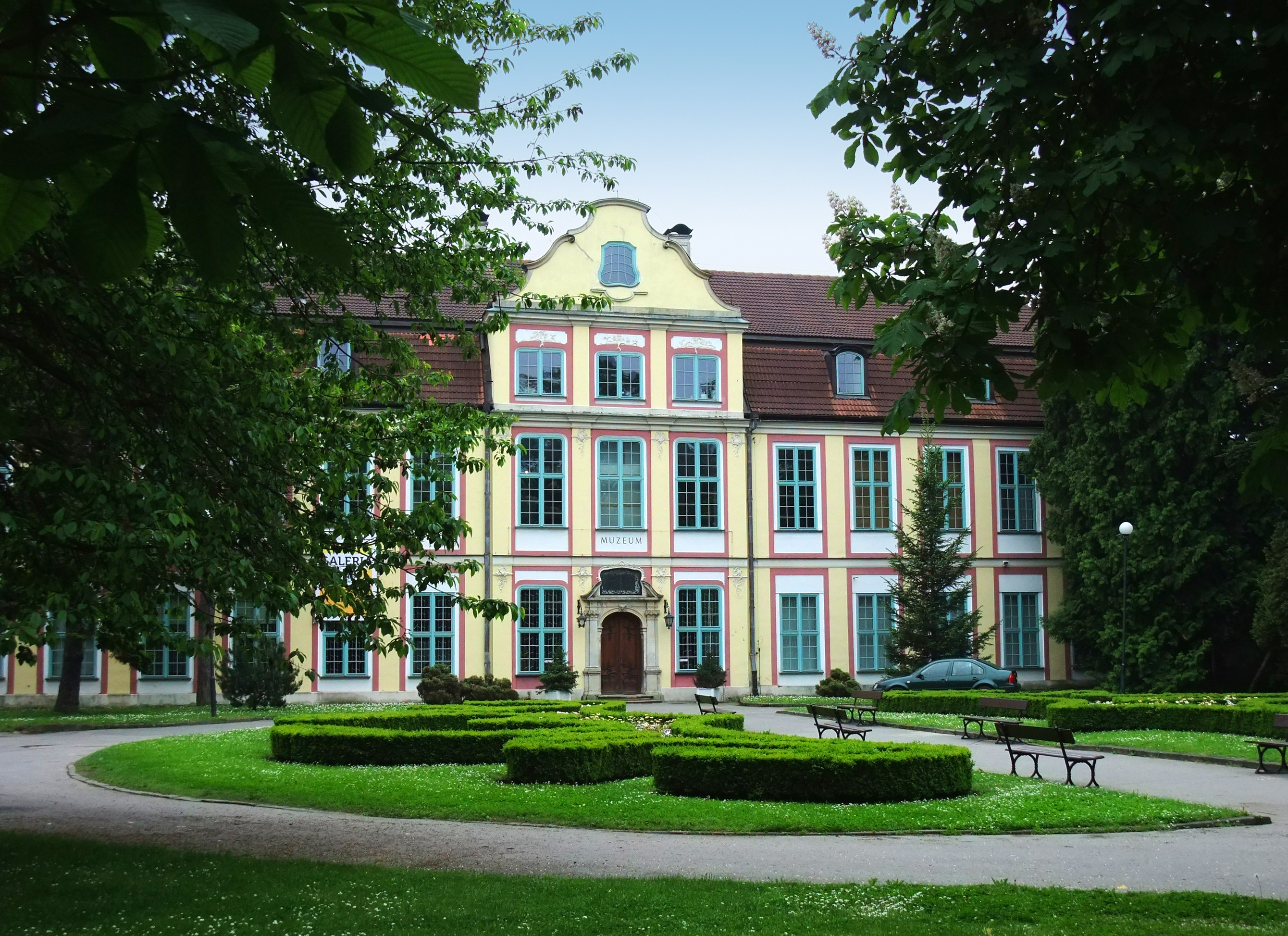
Cung điện nhìn từ bên ngoài

Cung điện Abbots ở Oliwa (tiếng Ba Lan: Pałac Opatów w Oliwie) là một cung điện Rococo ở Oliwa, ở thành phố Gdańsk, Ba Lan. Phần đầu tiên của cung điện, "Cung điện cũ" được xây dựng vào thế kỷ 15. Sau đó, trong nửa đầu của thế kỷ 16, "Cung điện mới" đã được thêm vào, đóng vai trò là nơi cư trú của vị trụ trì của người Xitô, Jan Grabiński. Các bổ sung cuối cùng cho cung điện được thực hiện từ năm 1754 đến 1756, và được tài trợ bởi một vị trụ trì Cisterian khác, Jacek Rybiński.
Cung điện Abbot là một tòa nhà ngoạn mục, có vẻ đẹp lộng lẫy phản ánh sự giàu có được đưa vào khu vực từ lưu vực sông Gdańsk, và các nhà máy được xây dựng dọc theo con suối Oliwa. 'Cung điện' trông giống như một ngôi nhà dành cho hoàng gia hơn là cho các tu sĩ Xito cư ngụ ở đây trong nhiều thế kỷ; nhưng Nhà thờ gần đó và các đồ tạo tác tôn giáo khác làm chứng cho sự hiện diện của họ.
Vào ngày 1 tháng 10 năm 1831, tu viện Oliwa đã bị thanh lý, và tài sản của nó được phân chia giữa thành phố Gdańsk và nhà vua Phổ.
Vào năm 1945, vào cuối Thế chiến II, cung điện (trong khi đó đã xuống cấp đến vai trò của một nhà kho) đã bị quân Đức đốt cháy như một phần của việc làm sạch mặt trận của Mặt trận Hồng quân.
Cung điện được xây dựng lại vào năm 1965 bởi những nỗ lực của Bảo tàng Pomeranian khi đó ở Gdańsk và ban đầu là bộ phận dân tộc học của bảo tàng. Cục Nghệ thuật Quốc gia của Bảo tàng Quốc gia ở Gdańsk đã được đặt tại đây từ năm 1989. Triển lãm thường trực bao gồm các tác phẩm của các nghệ sĩ thế kỷ 19 và thế kỷ 20 của Ba Lan (hội họa, điêu khắc, gốm sứ). Chi nhánh cũng có Phòng trưng bày quảng cáo, trưng bày các tác phẩm của các nghệ sĩ trẻ. Thông thường, triển lãm tạm thời của nghệ thuật đương đại, các buổi hòa nhạc của nhạc thính phòng, hội nghị, các cuộc họp với các nghệ sĩ. Lễ hội âm nhạc Mozart Mozartian diễn ra vào mùa hè.